# Tarfu Lake
Der Tarfu Lake ist ein 4,04 km² großer See, der sich 35 km südsüdöstlich von Jakes Corner im kanadischen Yukon-Territorium befindet. Der See befindet sich in den Stammesgebieten der Carcross/Tagish First Nation und der Taku River Tlingit First Nation. „Tarfu“ ist ein aus dem Zweiten Weltkrieg stammendes militärisches Akronym für „Things Are Really ‘Fouled’ Up“ (auf Deutsch in etwa: „Die Dinge sind wirklich ‚vermasselt‘“). 

## Lage
Der Tarfu Lake befindet sich unweit der Atlin Road, von welcher eine kurze Stichstraße zum „Tarfu Lake Campgound“ abzweigt. Der 773 m hoch gelegene See ist etwa 4,4 km lang und 1,2 km breit. Der Tarfu Lake ist bis zu 33 m tief. Die mittlere Wassertiefe beträgt 11,6 m. Der Tarfu Creek durchquert den See und fließt dem Lubbock River zu.

## Seefauna
Der Fang des Amerikanischen Seesaiblings war 2021 verboten. Die Seepopulation von Prosopium cylindraceum (round whitefish) galt während den Untersuchungen im Jahr 2021 als „gesund“.